# Fernandezina dasilvai
Fernandezina dasilvai är en spindelart som beskrevs av Platnick, Grismado och Ramírez 1999. Fernandezina dasilvai ingår i släktet Fernandezina och familjen Palpimanidae. Inga underarter finns listade i Catalogue of Life.